# Kabinett Motzfeldt I
Das Kabinett Motzfeldt I war die erste Regierung Grönlands. Sie wurde mit der Einführung der Hjemmestyre 1979 nach der ersten Wahl zum Inatsisartut gebildet. Bisher wurde Grönland von Dänemark aus regiert und verfügte lediglich über den Landesrat als parlamentsähnliches Gremium mit eingeschränkten machtpolitischen Mitteln.

## Entstehung
Nach der Inatsisartut-Wahl Ende April 1979 bestand das Parlament lediglich aus Abgeordneten der Siumut und der Atassut. Sulisartut Partiiat und Inuit Ataqatigiit hatten aufgrund des Wahlmodus mit Mehrheitswahlrecht den Parlamentseinzug verpasst. Die Siumut stellte mit 13 Gewählten die Mehrheit der 21 Parlamentsmitglieder, sodass keine Koalitionsverhandlungen aufgenommen werden mussten. Anfang Mai gab die Partei die fünf auserwählten Minister bekannt. Am 7. Mai stimmten 13 Parlamentsmitglieder für die Ernennung der Minister unter Premierminister Jonathan Motzfeldt.

## Kabinett
| Minister                    | Ministerium     | Anmerkung |
| --------------------------- | --------------- | --------- |
| Jonathan Motzfeldt (Siumut) | Premierminister |           |
| Anders Andreassen (Siumut)  | Dörfer          |           |
| Thue Christiansen (Siumut)  | Kultur          |           |
| Lars Emil Johansen (Siumut) | Wirtschaft      |           |
| Moses Olsen (Siumut)        | Soziales        |           |